# منتخب تركيا لكرة الصالات
منتخب تركيا الوطني لكرة قدم الصالات (بالتركية: Türkiye millî futsal takımı)‏ هو ممثل تركيا الرسمي في المنافسات الدولية في كرة الصالات .